# ماتروسوو
ماتروسوو (به انگلیسی: Matrosovo) یک فرودگاه نظامی است که یک باند فرود خاک دارد و طول باند آن ۳۵۰۰ متر است. این فرودگاه در کشور روسیه قرار دارد و در ارتفاع ۱۰۲ متری از سطح دریا واقع شده‌است.